# 内耳介筋
内耳介筋（ないじかいきん）は耳介筋のうち、耳介内部にある筋肉の総称。筋肉の一方が皮膚で終わっている皮筋である。
人間の内耳介筋は、大耳輪筋、小耳輪筋、耳珠筋、対珠筋、耳介横筋、耳介斜筋の6つの筋肉によって構成される。